# Emei Shan

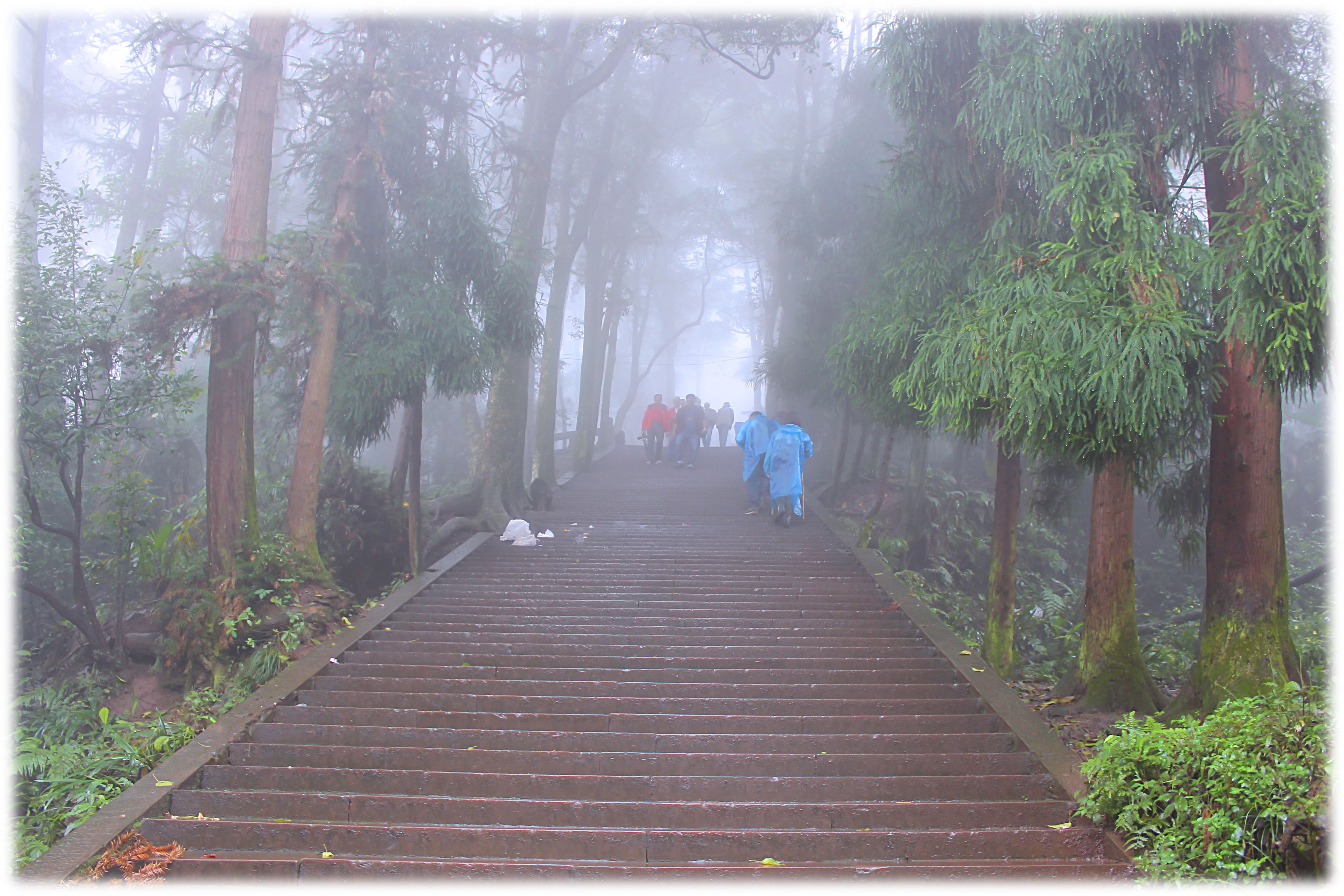
Treppe zum Gipfel des Emei Shan

Der Emei Shan (chinesisch 峨嵋山 / 峨眉山, Pinyin Éméi Shān, W.-G. O-mei Shan – „emporragender Augenbrauen-Berg“) ist einer der vier heiligen buddhistischen Berge in China. Mit einer Höhe von 3099 m ragt er aus dem Becken der Provinz Sichuan. Er ist namensgebend für den Emeishan-Trapp.
Der Name Augenbrauen-Berg stammt einer Theorie zufolge von der länglichen Form des Grates. 1996 wurde er zusammen mit dem nahen Leshan in die Liste des UNESCO-Welterbes aufgenommen. Die Tempel auf dem Emei Shan (峨嵋山古建築群 / 峨眉山古建筑群,  Éméi Shān Gǔ Jiànzhùqún – „Antike Bauten des Emei Shans“) stehen auf der Liste der Denkmäler der Volksrepublik China.

## Sehenswürdigkeiten
Die Legende des buddhistischen Berges besagt, dass der Bodhisattva Samantabhadra (chin. 普賢 / 普贤 Pinyin Pǔxián; jap. 普賢 Fugen, kana ふげん) auf seinem weißen dreiköpfigen Elefanten auf den Berg geflogen ist. Daher wird der Berg als sein Aufenthaltsort gesehen oder doch zumindest mit ihm assoziiert. Im Wànnián-Sì – dem 10.000-Jahre-Tempel, dem ältesten noch bestehenden Tempel des Berges, im 9. Jahrhundert rekonstruiert, befindet sich eine 7,35 Meter hohe Statue des Bodhisattva auf seinem Elefanten, 980 errichtet. Es soll Glück bringen, die Flanken des Elefanten zu streicheln.
Von den über hundert Tempeln des Berges fiel ein Großteil der Kulturrevolution zum Opfer. Ungefähr zwei Dutzend Tempel sind seither wieder aktiv, die meisten nach der Kulturrevolution rekonstruierten Tempel davon befinden sich jedoch in keinem guten Zustand, während einige wenige, die erhalten wurden, ihre alte Pracht weiterhin entfalten. Einige verdienen sich mit der Vermietung von Zimmern an Touristen und Pilger ein Zubrot. Der Jīndǐng-Sì (Goldgipfel-Tempel) an dem traditionell für die Spitze gehaltenen Gipfel in Höhe von 3077 Metern ist komplett rekonstruiert und verlangt Eintritt.

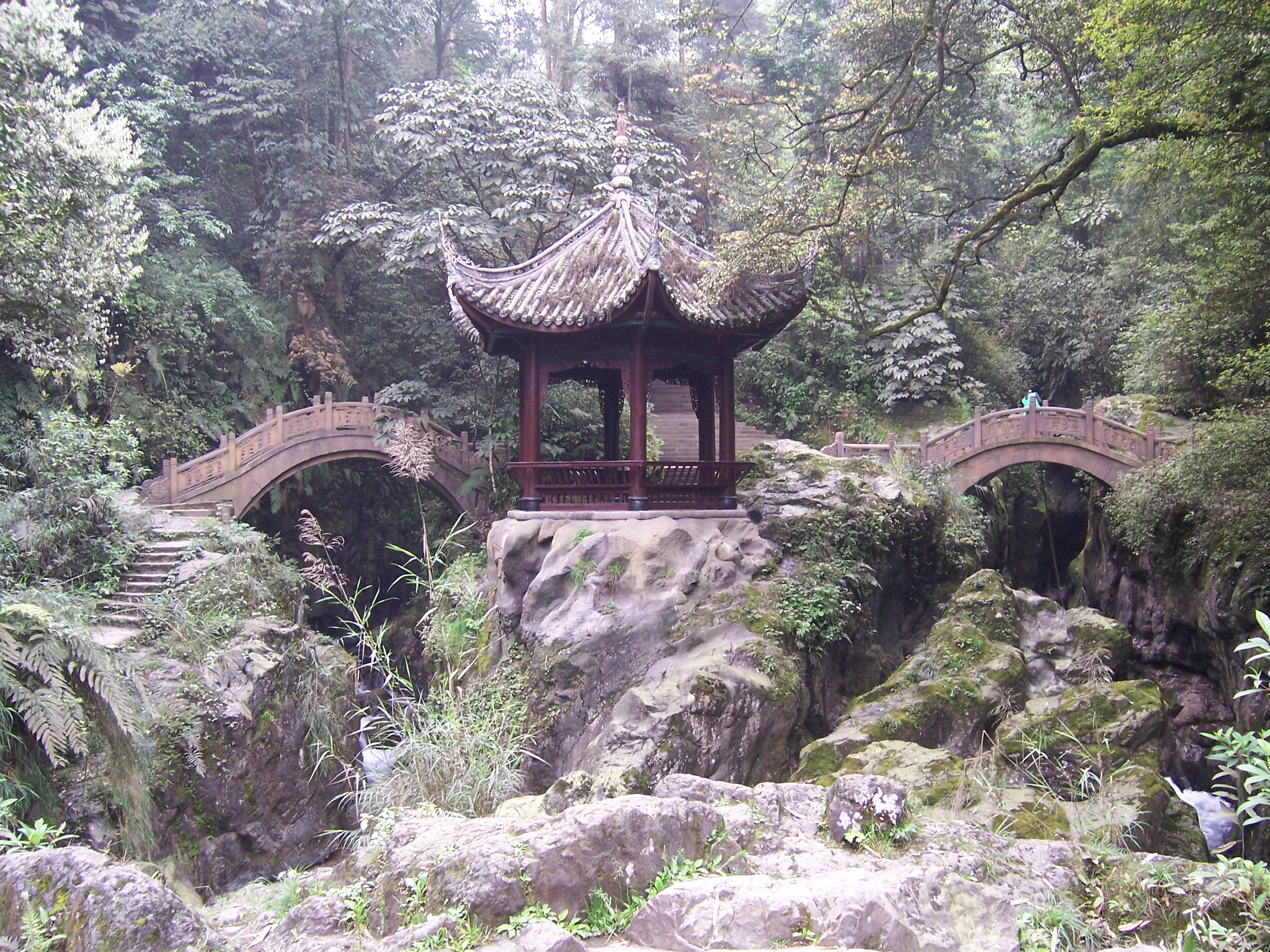
Shuangfei-Pavillon a
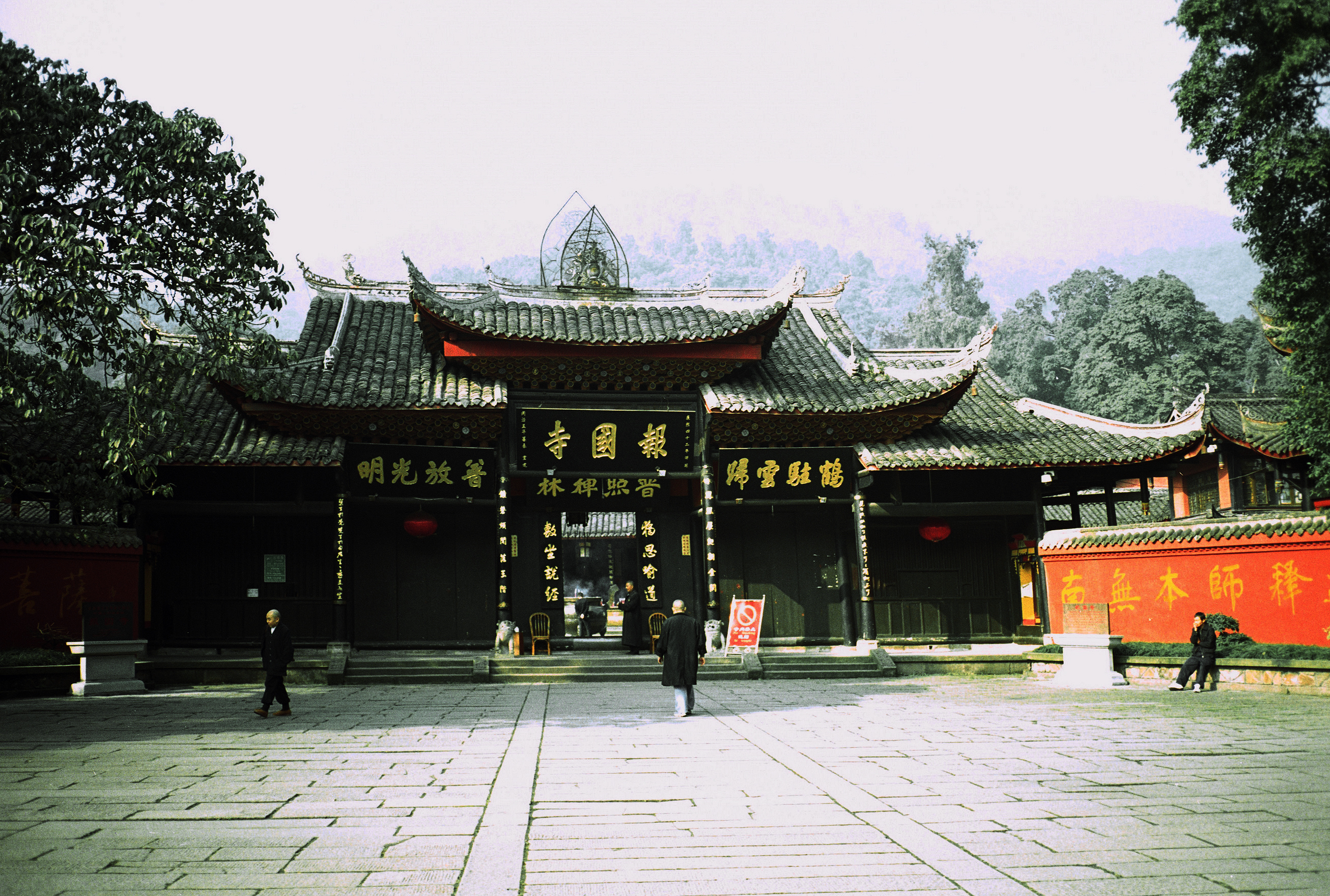
Baoguo-Tempel b

Anmerkung
Seit dem 6. Jahrhundert ist der Berg angeblich schon das Ziel buddhistischer Pilger. Nach der Kulturrevolution und mit dem rasanten Anstieg des Binnentourismus in den letzten Jahren hat die Zahl der Besucher wieder dramatisch zugenommen. Der Aufstieg zu Fuß, über zwei verschiedene Routen (traditionell wurde jeweils eine für den Auf- und eine für den Abstieg genutzt), dauert zwischen zwei und drei Tagen. Die Wege bestehen fast nur aus Treppenstufen. Sie sind weniger überfüllt als man vermuten könnte, da eine neu gebaute Straße auch den Kraftverkehr bis fast zum Gipfel ermöglicht, wo man daher unvermittelt auf gewaltige Menschenmassen, Geschäfte und Parkplätze stößt. Der Besuch des Berges ist kostenpflichtig.
Berühmt ist der Berg für seine Aussichten und den Anblick des Sonnenaufgangs, jedoch meist durch Nebel und Wolken verdeckt. Vom Gipfel kann man bei niedrigerer Wolkendecke manchmal regenbogenartige Spiegelungen auf den Wolken unter sich sehen. Dieses Phänomen galt einigen Buddhisten als Reines Land, in das teilweise so viele Menschen hinabzuspringen versuchten, dass schon zur Zeit der Ming-Dynastie als Gegenmaßnahme Absperrungen errichtet wurden.

### Samantabhadra-Statue auf dem Goldgipfel
Am Goldgipfel wurde eine 48 Meter hohe Statue errichtet, die Samantabhadra darstellt. Sie besteht aus Kupfer, ist mit Gold überzogen und gilt als größte goldene Buddha-Statue der Welt. Die Figur misst 42 Meter, dazu kommt ein rund 6 Meter höherer Sockel. Die Gesamthöhe von 48 Metern repräsentiert die 48 Gelübde des Amitābha. Im Inneren der Statue befindet sich ein Tempel.

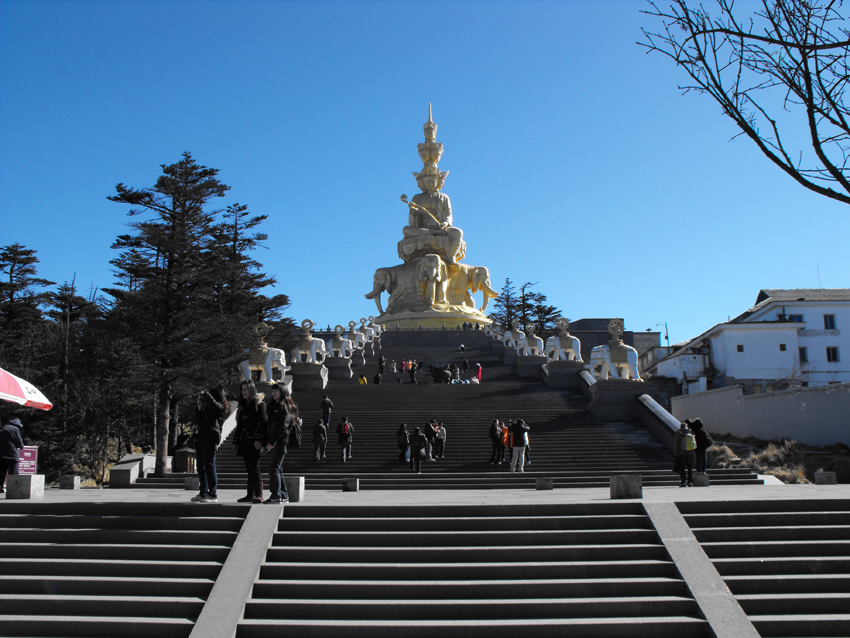
Aufgang zur Statue
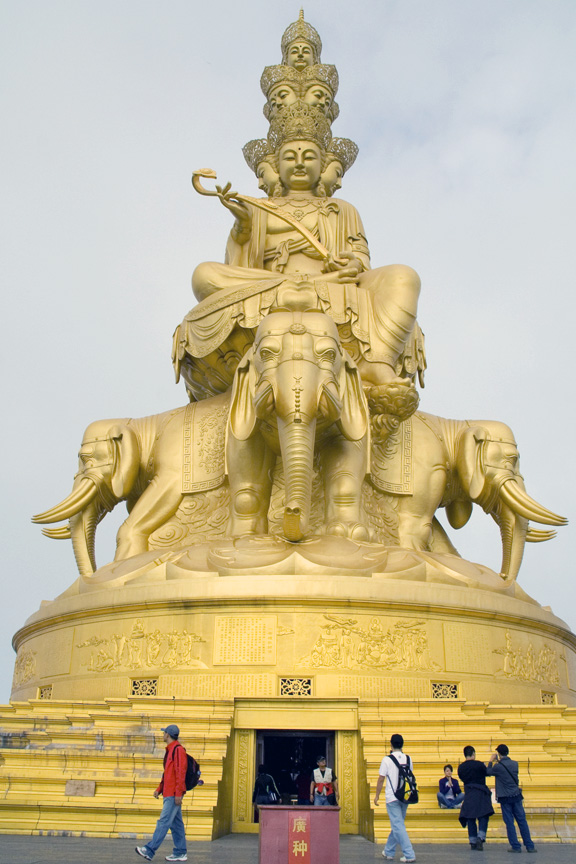
Eingang der Statue
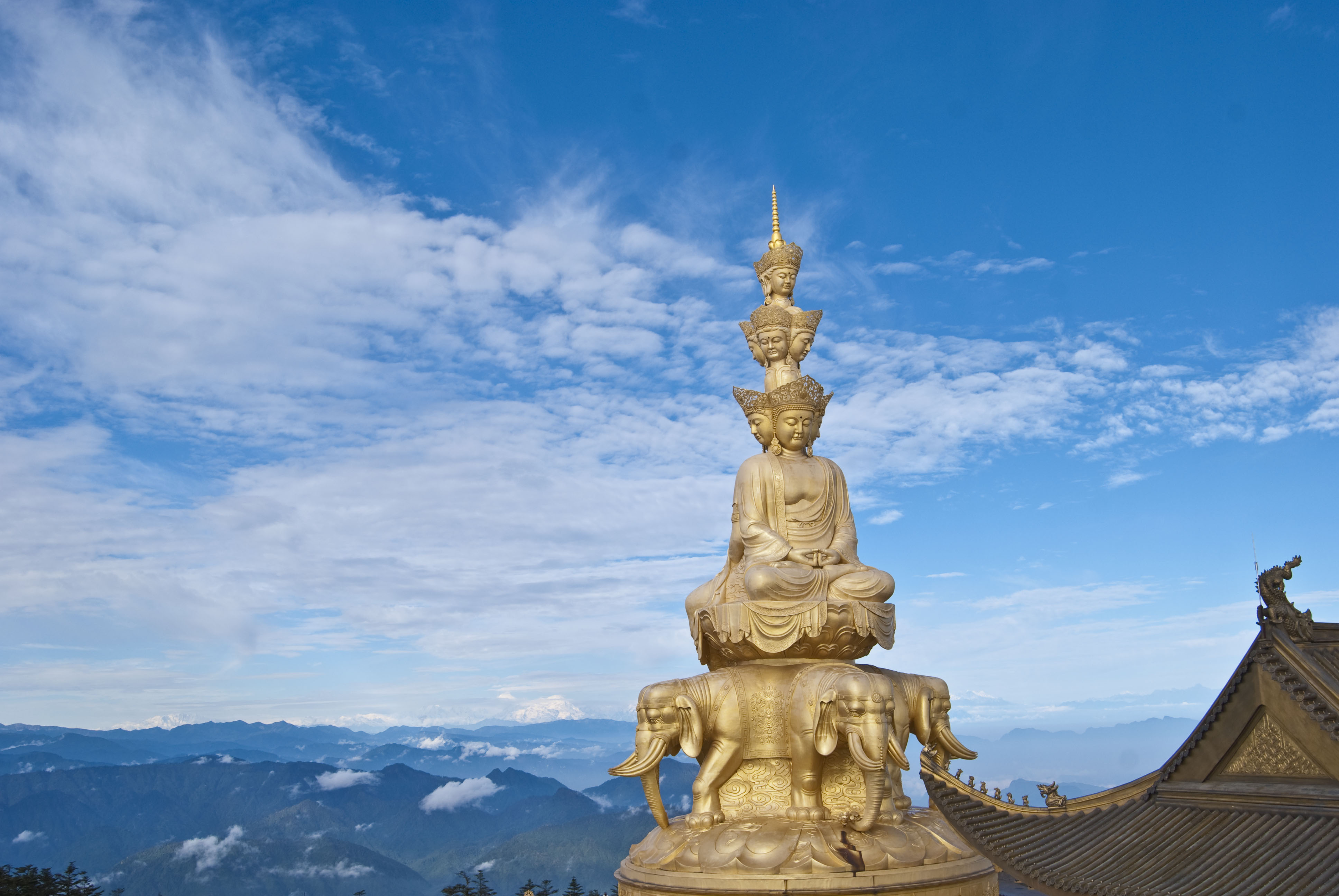
Seitenansicht der Statue

## Flora und Fauna

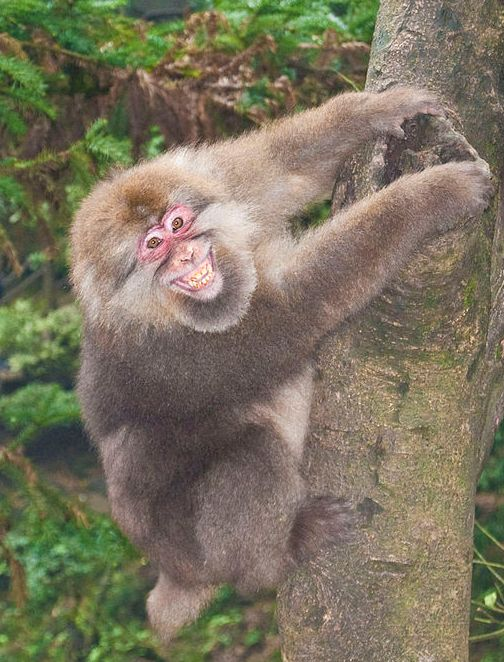
Tibetmakak am Emei Shan

Auf dem Berg verbreitet sind Tibetmakaken. Diese Affen haben sich besonders am Gipfel derart an die Essensspenden der Besucher (die auch als buddhistischer Verdiensterwerb gelten) gewöhnt, dass sie teilweise sehr aggressiv ihre Rechte einfordern. Am Gipfel sind daher spezielle Wächter angestellt, die die Affen etwas zurückhalten sollen.
Weitere Beispiele endemischer Tierarten sind der Anderson-Spitzmausmaulwurf, die Froschart Rana adenopleura, die Asiatische Krötenfroschart Leptobrachium liui und die Riesenregenwurmart Pheretima praepinguis.
Das Gebiet um den Emei Shan ist auch botanisch bemerkenswert, da hier eine Reihe an Lokalendemiten vorkommt.
Die Stechpalmenart Ilex omeiensis Hu & Tang gedeiht in Mischwäldern und an Berghängen in Höhenlagen von 500 bis 1800 Meter. Die Helmkrautart Scutellaria mollifolia C.Y.Wu & H.W.Li an schattigen Standorten in Wäldern in Höhenlage. Die Salomonssiegelart Polygonatum omeiense Z.Y.Zhu: Dieser Endemit gedeiht an bewaldeten Hängen in Höhenlagen von etwa 1800 Metern. Auf Emei Shan endemisch sind auch die Leberblümchenart Hepatica henryi (Oliv.) Steward und die Tannenart Abies fabri (Mast.) Craib.